# Kotlas
Kotlas (în rusă: Котлас) este un oraș din Regiunea Arhanghelsk, Federația Rusă, cu o populație de 60.562 de locuitori.
Localitatea a primit statut de oraș în 1917.

## Localizare
Orașul este situat la confluența râului Vîcegda cu Dvina de Nord.

## Economie
Kotlas este un important centru al industriei lemnului și cuprinde cea mai mare fabrică de hârtie din Rusia.

Este un important port fluvial pe Dvina de Nord și nod feroviar.

Transportul aerian este deservit de aeroportul local (cod ICAO: KLSZ, cod IATA: KSZ).

## Gulag
În anii '30, orașul a fost unul dintre locurile de deportare ale culacilor, pentru a munci în industria lemnului, Kotlasul fiind administrat de o ramură a Gulagului numită Kotlaslag. Mai târziu, Stalin transformă orașul într-o tabără de muncă destinată tuturor categoriilor antisovietice.

Taberele de muncă au existat aici până în 1953.

## Personalități născute aici
- Vera Alentova (n. 1942), actriță.

## Orașe înfrățite
- Bahcisarai, Ucraina
- Tarnów, Polonia[5]
- Waterville, Maine, Statele Unite ale Americii

## Clima
| Date climatice pentru Kotlas | Date climatice pentru Kotlas | Date climatice pentru Kotlas | Date climatice pentru Kotlas | Date climatice pentru Kotlas | Date climatice pentru Kotlas | Date climatice pentru Kotlas | Date climatice pentru Kotlas | Date climatice pentru Kotlas | Date climatice pentru Kotlas | Date climatice pentru Kotlas | Date climatice pentru Kotlas | Date climatice pentru Kotlas | Date climatice pentru Kotlas |
| Luna                         | Ian                          | Feb                          | Mar                          | Apr                          | Mai                          | Iun                          | Iul                          | Aug                          | Sep                          | Oct                          | Nov                          | Dec                          | Anual                        |
| ---------------------------- | ---------------------------- | ---------------------------- | ---------------------------- | ---------------------------- | ---------------------------- | ---------------------------- | ---------------------------- | ---------------------------- | ---------------------------- | ---------------------------- | ---------------------------- | ---------------------------- | ---------------------------- |
| Maxima medie °C (°F)         | −10 (14)                     | −9 (16)                      | −1 (30)                      | 6 (43)                       | 14 (57)                      | 20 (68)                      | 22 (72)                      | 20 (68)                      | 12 (54)                      | 4 (39)                       | −2 (28)                      | −7 (19)                      | 5 (41)                       |
| Media zilnică °C (°F)        | −14 (7)                      | −12 (10)                     | −6 (21)                      | 1 (34)                       | 8 (46)                       | 14 (57)                      | 17 (63)                      | 14 (57)                      | 8 (46)                       | 1 (34)                       | −4 (25)                      | −10 (14)                     | 1 (34)                       |
| Minima medie °C (°F)         | −18 (0)                      | −17 (1)                      | −10 (14)                     | −2 (28)                      | 3 (37)                       | 8 (46)                       | 11 (52)                      | 9 (48)                       | 4 (39)                       | −1 (30)                      | −7 (19)                      | −14 (7)                      | −2 (28)                      |
| Precipitații mm (inches)     | 32 (1.26)                    | 22 (0.87)                    | 21 (0.83)                    | 37 (1.46)                    | 43 (1.69)                    | 56 (2.2)                     | 72 (2.83)                    | 68 (2.68)                    | 50 (1.97)                    | 53 (2.09)                    | 43 (1.69)                    | 39 (1.54)                    | 535 (21,06)                  |
| Sursă: Weatherbase           |                              |                              |                              |                              |                              |                              |                              |                              |                              |                              |                              |                              |                              |